# Đorđe Novković
Đorđe Novković (serbiska: Ђорђе Новковић), född 2 september 1943 i Sarajevo, död 6 maj 2007 i Zagreb, var en kroatisk låtskrivare. Han var far till sångaren Boris Novković.
Novković har skrivit låtar till en rad artister från det forna Jugoslavien. Bland dessa kan Mišo Kovač, Neda Ukraden, Zdravko Čolić, Duško Lokin, Đani Maršan, Tomislav Ivčić, Tereza Kesovija, Ivica Šerfezi, Gabi Novak, Danijela Martinović, Danijel Popović, Arsen Dedić och Srebrna krila nämnas. Han skrev även Kroatiens första bidrag, Don’t Ever Cry, i Eurovision Song Contest som framfördes 1993 av gruppen Put.
Från 1997 till sin död var han tillsammans med Miroslav Škoro delägare i det kroatiska skivbolaget Croatia Records. För sitt arbete inom musik tilldelades han det prestigefyllda musikpriset Porin 1996.
Novković var jurymedlem i Kroatiens första talangtävling i musik, SSN Music Talents, som sändes på Nova TV 2004. Han var även, tillsammans med bl.a. Goran Karan, jurymedlem i den första upplagan av kroatiska Idol 2004.